# Хервёр
Хервёр (норв. Hervǫr) — имя двух героинь германо-скандинавских сказаний. Первая Хервёр — дочь Ангантюра Берсерка, которая входит в отцовский курган, чтобы забрать проклятый меч Тюрфинг. Она стала матерью Хейдрека и бабкой второй Хервёр, погибшей в битве с единокровным братом Хлёдом. Некоторые исследователи считают, что изначально это был один персонаж: первая Хервёр могла быть продублирована сказителями.
Первая Хервёр является центральным персонажем «Песни о Хервёр», входящей в состав «Старшей Эдды». В этой поэме она забирает меч, несмотря на отцовские предостережения. Вторая действует в «Саге о Хервёр и Хейдреке» и в «Песне о Хлёде».